# تپه مرده زما
تپه مرده زما مربوط به دوره اشکانیان است و در شهرستان کوهدشت، بخش طرهان، دهستان طرهان، ۱ کیلومتری جنوب غرب روستای دمروستان واقع شده و این اثر در تاریخ ۲۸ اسفند ۱۳۸۵ با شمارهٔ ثبت ۱۸۲۹۷ به‌عنوان یکی از آثار ملی ایران به ثبت رسیده است.